# Gorilla Systems
Gorilla Systems était un studio de développement de jeux vidéo fondé en 1995 à Oldsmar (Floride). La compagnie n'a plus fourni d'information depuis 2013, et le site web est désormais fermé.

## Ludographie
| Titre                                                       | Année | Éditeur            | Plates-formes        |
| ----------------------------------------------------------- | ----- | ------------------ | -------------------- |
| FlipOut!                                                    | 1995  | Atari              | DOS, Jaguar, Windows |
| Adventures with Barbie: Ocean Discovery                     | 1998  | Mattel Media       | Windows              |
| Detective Barbie in The Mystery of the Carnival Caper! (en) | 1998  | Mattel Media       | Windows              |
| Barbie as Sleeping Beauty                                   | 1999  | Mattel Media       | Macintosh, Windows   |
| Barbie Sticker Designer                                     | 1999  | Mattel Media       | Windows              |
| Detective Barbie 2: The Vacation Mystery                    | 1999  | Mattel Media       | Windows              |
| Disney Girlfriends                                          | 2001  | Disney Interactive | Windows              |
| Monstres et Cie : Atelier de jeu                            | 2001  | Disney Interactive | Macintosh, Windows   |
| Lilo & Stitch Hawaiian Adventure                            | 2002  | Disney Interactive | Windows              |
| Spy Kids: Mega Mission Zone                                 | 2002  | Disney Interactive | Windows              |
| You Can Fly! with Tinker Bell                               | 2002  | Disney Interactive | Macintosh, Windows   |
| The Fairly OddParents: Breakin' da Rules                    | 2003  | THQ                | Windows              |
| Strawberry Shortcake: Summertime Adventure                  | 2004  | Majesco            | Game Boy Advance     |
| Cool Attitude                                               | 2005  | Buena Vista Games  | Game Boy Advance     |
| Strawberry Shortcake: Ice Cream Island Riding Camp          | 2006  | Majesco            | Game Boy Advance     |
| The Cheetah Girls                                           | 2006  | Buena Vista Games  | Game Boy Advance     |
| La Petite Sirène : L'Aventure sous-marine d'Ariel           | 2006  | Buena Vista Games  | Nintendo DS          |
| La Petite Sirène : Aventure magique entre terre et mer''    | 2006  | Buena Vista Games  | Game Boy Advance     |
| Strawberry Shortcake: Sweet Dreams                          | 2006  | Majesco            | Game Boy Advance     |
| Strawberry Shortcake: Strawberryland Games                  | 2006  | The Game Factory   | Nintendo DS          |
| The Barbie Diaries: High School Mystery                     | 2006  | Activision         | Game Boy Advance     |
| Nancy Drew: The Deadly Secret of Olde World Park            | 2007  | Majesco            | Nintendo DS          |
| Hannah Montana: Music Jam                                   | 2007  | Disney Interactive |                      |
| Nancy Drew: The Mystery of the Clue Bender Society          | 2008  | Majesco            | Nintendo DS          |
| Nancy Drew: The Hidden Staircase                            | 2008  | Majesco            | Nintendo DS          |
| All Star Cheer Squad                                        | 2008  | THQ                | Wii, Nintendo DS     |
| All Star Cheer Squad 2                                      | 2008  | THQ                | Wii                  |
| Cake Mania: In the Mix!                                     | 2008  | Majesco            | Wii                  |
| The Clique: Diss and Make Up                                | 2009  | WB Games           | Nintendo DS          |